# Olympische Jugend-Sommerspiele 2018/Rugby
Bei den Olympischen Jugend-Sommerspielen 2018 in der argentinischen Metropole Buenos Aires wurden zwei Wettbewerbe im Rugby ausgetragen.
Die Wettbewerbe wurden vom 13. bis zum 15. Oktober im Stadion des CA San Isidro ausgetragen.

## Jungen

### Vorrunde
| Rang | Land               | G | U | V | Spielpkt. | Diff. | Punkte |
| ---- | ------------------ | - | - | - | --------- | ----- | ------ |
| 1    | Argentinien        | 5 | 0 | 0 | 180:038   | +142  | 15     |
| 2    | Frankreich         | 4 | 0 | 1 | 111:065   | +046  | 13     |
| 3    | Japan              | 2 | 1 | 2 | 074:103   | −029  | 10     |
| 4    | Südafrika          | 2 | 0 | 3 | 079:084   | −05   | 9      |
| 5    | Vereinigte Staaten | 0 | 2 | 3 | 067:120   | −053  | 7      |
| 6    | Samoa              | 0 | 1 | 4 | 048:149   | −101  | 6      |

|                    | ARG   | FRA   | JPN   | ZAF   | USA   | SAM   |
| ------------------ | ----- | ----- | ----- | ----- | ----- | ----- |
| Argentinien        |       | 29:12 | 45:0  | 34:5  | 22:14 | 50:7  |
| Frankreich         | 12:29 |       | 29:14 | 17:12 | 38:0  | 15:10 |
| Japan              | 0:45  | 14:29 |       | 14:12 | 17:17 | 29:0  |
| Südafrika          | 5:34  | 17:12 | 12:14 |       | 19:12 | 31:7  |
| Vereinigte Staaten | 14:22 | 0:38  | 17:17 | 12:19 |       | 24:24 |
| Samoa              | 7:50  | 10:15 | 0:29  | 7:31  | 24:24 |       |

### Finalrunde
Spiel um Platz 5:
 Vereinigte Staaten –  Samoa 24:14
Spiel um Bronze:
 Japan –  Südafrika 28:5
Finale:
 Argentinien –  Frankreich 24:14

#### Endstand
| Platz | Land | Athleten |
| ----- | ---- | --- |
| 1     | ARG  | Lucio Cinti, Ramiro Costa, Marcos Elicagaray, Juan González, Matteo Graziano, Julián Hernández, Ignacio Mendy, Marcos Moneta, Bautista Pedemonte, Julián Quetglas, Nicolás Roger, Tomás Vanni |
| 2     | FRA  | Dorian Bellot, Erwan Dridi, Martin Dulon, Baptiste Germain, Sasha Gue, Théo Louvet, Yoram Moefana, Yann Peysson, Calum Randle, Cheikh Tiberghien, Joachim Trouabal, Tani Vili                 |
| 3     | JPN  | Ryo Eto, Kentaro Fujii, Kanji Futamura, Kippei Ishida, Ryosuke Kan, Taisei Konishi, Tyler Main, Junya Matsumoto, Kaito Nakanishi, Jo Ohba, Haruhiko Uemura, Hibiki Yamada                     |

## Mädchen

### Vorrunde
| Rang | Land       | G | U | V | Spielpkt. | Diff. | Punkte |
| ---- | ---------- | - | - | - | --------- | ----- | ------ |
| 1    | Neuseeland | 5 | 0 | 0 | 169:027   | +142  | 15     |
| 2    | Frankreich | 4 | 0 | 1 | 178:045   | +133  | 13     |
| 3    | Kanada     | 3 | 0 | 2 | 125:085   | +040  | 11     |
| 4    | Kolumbien  | 2 | 0 | 3 | 066:119   | −053  | 9      |
| 5    | Kasachstan | 1 | 0 | 4 | 044:142   | −098  | 7      |
| 6    | Tunesien   | 0 | 0 | 5 | 019:183   | −164  | 5      |

|            | NZL   | FRA   | CAN   | COL   | KAZ   | TUN  |
| ---------- | ----- | ----- | ----- | ----- | ----- | ---- |
| Neuseeland |       | 26:12 | 20:5  | 38:5  | 32:5  | 53:0 |
| Frankreich | 12:26 |       | 33:19 | 47:0  | 45:0  | 41:0 |
| Kanada     | 5:20  | 19:33 |       | 27:10 | 24:15 | 50:7 |
| Kolumbien  | 5:38  | 0:47  | 10:27 |       | 36:0  | 15:7 |
| Kasachstan | 5:32  | 0:45  | 15:24 | 0:36  |       | 24:5 |
| Tunesien   | 0:53  | 0:41  | 7:50  | 7:15  | 5:24  |      |

### Finalrunde
Spiel um Platz 5:
 Kasachstan –  Tunesien 12:0
Spiel um Bronze:
 Kanada –  Kolumbien 24:19
Finale:
 Neuseeland –  Frankreich 15:12

#### Endstand
| Platz | Land | Athleten |
| ----- | ---- | --- |
| 1     | NZL  | Carys Dallinger, Tiana Davison, Tynealle Fitzgerald, Iritana Hohaia, Azalleyah Maaka, Mahina Paul, Risaleaana Pouri-Lane, Kiani Tahere, Montessa Tairakena, Kalyn Takitimu-Cook, Arorangi Tauranga, Hinemoa Watene |
| 2     | FRA  | Axelle Berthoumieu, Alycia Christiaens, Mélanie Daumalle, Charlotte Escudero, Lucy Hapulat, Salomé Maran, Alice Muller, Lou Noel, Aurélie Plantefeve, Méline Puech, Celia Roue, Chloé Sanz                         |
| 3     | CAN  | Delaney Aikens, Taylor Black, Kendra Cousineau, Hunter Czeppel, Olivia De Couvreur, Brooklynn Feasby, Elizabeth Gibson, Madison Grant, Carmen Izyk, Aliesha Lewis, Maggie Mackinnon, Keyara Wardley                |